# Quaero
Quaero (in latino domando, cerco) era un progetto franco-tedesco per la costruzione di un motore di ricerca per Internet. 

## Storia
Quaero nacque da un'idea presentata dall'ex Presidente della Repubblica Francese Jacques Chirac durante il consiglio dei ministri franco-tedesco nell'aprile 2005.
Il progetto doveva porsi, nell'intendimento dei suoi ideatori, in diretta concorrenza con i due giganti americani Google e Yahoo!.
Similmente ai concorrenti, Quaero non doveva essere un semplice indicizzatore di pagine web, ma un potente strumento per la ricerca di contenuti multimediali.
Il progetto di un motore di ricerca europeo è stato poi ripreso nel 2013 dal francese Qwant, finanziato in parte dalla stessa Banca europea degli investimenti.

## Soggetti coinvolti
Il progetto coinvolgeva numerosi soggetti francesi e tedeschi attivi nel panorama dell'Information Communication Technology e nella ricerca in particolare:

### Aziende
- France Télécom
- Deutsche Telekom
- Thomson
- Exalead
- Bertin Technologies
- Vecsys
- Vocapia Research
- Jouve
- LTU Technologies
- Synapse Développement
- Grass Valley GmbH
- Siemens AG

I tedeschi, alla fine del 2006, hanno abbandonato i francesi ipotizzando di proseguire successivamente su un'altra strada (il progetto in esame si chiama Theseus).

### Istituti di ricerca
- Institut national de la recherche agronomique (INRA)
- Centre National de la Recherche Scientifique (CNRS)
- OSEO
- Università di Karlsruhe
- RWTH Aachen
- Institut national de recherche en informatique et en automatique (INRIA)
- Institut de Recherche et Coordination Acoustique/Musique (IRCAM)
- Institut national de l'audiovisuel (INA)
- Biblioteca nazionale di Francia